# Smithfield (Nowy Jork)
Smithfield – miasto w Stanach Zjednoczonych, w stanie Nowy Jork, w hrabstwie Madison.